# Corrhenes guttulata
Corrhenes guttulata là một loài bọ cánh cứng trong họ Cerambycidae.